# Discografia degli Imagine Dragons
La discografia degli Imagine Dragons, gruppo musicale statunitense attivo dal 2008, si compone di sei album in studio, due album dal vivo, otto EP e trenta singoli, sotto l'etichetta Interscope Records. Dall'inizio della loro carriera hanno venduto oltre 20 milioni di album globalmente e 35 milioni di singoli solo negli Stati Uniti d'America.

## Album

### Album in studio
| Anno      | Titolo | Classifiche | Classifiche | Classifiche | Classifiche | Classifiche | Classifiche | Classifiche | Classifiche | Classifiche | Classifiche | Certificazioni |
| Anno      | Titolo | USA         | USA Alt.    | USA Rock    | AUS         | CAN         | FRA         | GER         | IRE         | ITA         | UK          | Certificazioni |
| --------- | --- | ----------- | ----------- | ----------- | ----------- | ----------- | ----------- | ----------- | ----------- | ----------- | ----------- | --- |
| 2012      | Night Visions - Pubblicato: 4 settembre - Etichetta: Interscope Records, KIDinaKORNER - Formato: CD, LP, download digitale                                | 2           | 1           | 1           | 4           | 3           | 15          | 6           | 3           | 18          | 2           | - AUS: Platino - BRA: Oro - CAN: Platino (7) - GER: Platino - FRA: Platino - ITA: Platino - UK: Platino (2) - USA: Platino (2) |
| 2015      | Smoke and Mirrors - Pubblicato: 17 febbraio - Etichetta: Interscope Records, KIDinaKORNER - Formato: CD, LP, download digitale                            | 1           | 1           | 1           | 4           | 1           | 9           | 3           | 6           | 6           | 1           | - BRA: Oro - CAN: Platino - GER: Oro - ITA: Oro - UK: Platino - USA: Platino                                                   |
| 2017      | Evolve - Pubblicato: 23 giugno - Etichetta: Interscope Records, KIDinaKORNER - Formato: CD, LP, download digitale                                         | 2           | 1           | 1           | 4           | 1           | 3           | 3           | 3           | 3           | 3           | - BRA: Platino (2) - CAN: Platino (2) - GER: Oro - FRA: Diamante - ITA: Platino (3) - UK: Platino - USA: Platino (2)           |
| 2018      | Origins - Pubblicato: 9 novembre - Etichetta: Interscope Records, KIDinaKORNER - Formato: CD, LP, MC, download digitale                                   | 2           | 1           | 1           | 4           | 1           | 5           | 6           | 11          | 5           | 9           | - GER: Oro - FRA: Platino (2) - ITA: Platino (2) - UK: Oro - USA: Platino                                                      |
| 2021/2022 | Mercury - Act I/Mercury - Act 2 - Pubblicato: 3 settembre/1 luglio - Etichetta: Interscope Records, KIDinaKORNER - Formato: CD, LP, MC, download digitale | 9           | 2           | 2           | 10          | 8           | 4           | 4           | 26          | 8           | 7           | - BRA: Oro - CAN: Platino - FRA: Platino - ITA: Oro - UK: Oro - USA: Platino                                                   |
| 2024      | Loom - Pubblicato: 28 giugno - Etichetta: Interscope Records, KIDinaKORNER - Formato: CD, LP, MC, download digitale                                       | 22          | —           | 6           | 17          | 23          | 1           | 2           | —           | 9           | 5           | - FRA: Platino |

### Album dal vivo
| Anno | Titolo |
| ---- | --- |
| 2013 | Live at Independent Records - Pubblicato: 20 aprile - Etichetta: Interscope Records - Formato: CD                                                     |
| 2013 | Imagine Dragons Live: London Sessions - Pubblicato: 6 luglio - Etichetta: Interscope Records - Formato: download digitale                             |
| 2014 | Night Visions Live - Pubblicato: 25 febbraio - Etichetta: Interscope Records, KIDinaKORNER - Formato: CD+DVD, download digitale                       |
| 2016 | Smoke and Mirrors Live - Pubblicato: 3 giugno - Etichetta: Interscope Records, KIDinaKORNER, Eagle Vision - Formato: CD+DVD, CD+BD, download digitale |
| 2023 | Imagine Dragons: Live in Vegas - Pubblicato: 28 luglio - Etichetta: Interscope Records, KIDinaKORNER - Formato: CD, download digitale, LP             |

## Extended play
| Anno | Titolo | Classifiche | Classifiche | Classifiche | Certificazioni |
| Anno | Titolo | USA         | USA Alt.    | USA Rock    | Certificazioni |
| ---- | --- | ----------- | ----------- | ----------- | -------------- |
| 2008 | Speak to Me - Etichetta: indipendente - Formati: CD, download digitale                                                     | —           | —           | —           |                |
| 2009 | Imagine Dragons - Etichetta: indipendente - Formati: CD, download digitale                                                 | —           | —           | —           |                |
| 2010 | Hell and Silence - Etichetta: indipendente - Formati: CD, download digitale                                                | —           | —           | —           |                |
| 2011 | It's Time - Pubblicato: 12 marzo - Etichetta: indipendente - Formati: CD, download digitale                                | —           | —           | —           |                |
| 2012 | Continued Silence EP - Pubblicato: 12 settembre - Etichetta: Interscope Records - Formati: CD, download digitale           | 40          | 8           | 11          | - UK: Oro      |
| 2012 | Hear Me - Pubblicato: 25 novembre - Etichetta: Interscope Records - Formati: CD, download digitale                         | -           | -           | -           |                |
| 2013 | The Archive EP - Pubblicato: 12 febbraio - Etichetta: Interscope Records - Formati: download digitale                      | 134         | 24          | 35          |                |
| 2013 | iTunes Session - Pubblicato: 28 maggio - Etichetta: Interscope Records - Formati: download digitale                        | 56          | 13          | 17          |                |
| 2015 | Shots (Remixes) - Pubblicato: 4 maggio - Etichetta: Interscope Records - Formati: download digitale                        | —           | —           | —           |                |
| 2017 | Live at AllSaints Studios - Pubblicato: 4 agosto - Etichetta: Interscope Records - Formati: download digitale              | —           | —           | —           |                |
| 2021 | Mercury – Act 1 (Amazon Music Live) - Pubblicato: 19 novembre - Etichetta: Interscope Records - Formati: download digitale | —           | —           | —           |                |

## Singoli
| Anno | Titolo                                                                                   | Classifiche | Classifiche | Classifiche | Classifiche | Classifiche | Classifiche | Classifiche | Classifiche | Classifiche | Classifiche | Certificazioni | Album di provenienza                |
| Anno | Titolo                                                                                   | USA         | USA Alt.    | USA Rock    | AUS         | CAN         | FRA         | GER         | IRE         | ITA         | UK          | Certificazioni | Album di provenienza                |
| ---- | ---------------------------------------------------------------------------------------- | ----------- | ----------- | ----------- | ----------- | ----------- | ----------- | ----------- | ----------- | ----------- | ----------- | --- | ----------------------------------- |
| 2012 | It's Time                                                                                | 15          | 4           | 3           | 27          | 30          | 101         | 20          | 9           | 20          | 23          | - AUS: Platino (2) - CAN: Platino (3) - GER: Oro - ITA: Platino - UK: Platino - USA: Platino                                                   | Night Visions                       |
| 2012 | Radioactive                                                                              | 3           | 1           | 1           | 6           | 5           | 28          | 4           | 16          | 47          | 12          | - AUS: Platino (5) - CAN: Diamante - GER: Diamante - ITA: Platino (4) - UK: Platino (3) - USA: Diamante                                        | Night Visions                       |
| 2012 | Hear Me                                                                                  | —           | —           | —           | —           | —           | —           | —           | —           | —           | 37          | | Night Visions                       |
| 2013 | On Top of the World                                                                      | 79          | 20          | 10          | 10          | 43          | 35          | 13          | 24          | 10          | 34          | - AUS: Platino (3) - CAN: Platino (2) - GER: Oro - ITA: Platino (2) - UK: Platino (2) - USA: Platino (5)                                       | Night Visions                       |
| 2013 | Demons                                                                                   | 6           | 2           | 2           | 11          | 4           | 15          | 15          | 11          | 4           | 13          | - AUS: Platino (3) - CAN: Platino (8) - GER: Platino - ITA: Platino (5) - UK: Platino (2) - USA: Platino (5)                                   | Night Visions                       |
| 2013 | Monster                                                                                  | 78          | —           | 13          | —           | 41          | —           | —           | —           | —           | —           | - USA: Platino | /                                   |
| 2014 | Battle Cry                                                                               | —           | —           | 24          | 44          | —           | 150         | —           | —           | —           | 111         | | /                                   |
| 2014 | Warriors                                                                                 | 102         | —           | 10          | —           | 60          | 48          | 58          | 80          | 79          | 54          | - ITA: Oro - UK: Platino - USA: Platino | /                                   |
| 2014 | I Bet My Life                                                                            | 28          | 3           | 3           | 36          | 15          | 42          | 65          | 40          | 54          | 27          | - CAN: Platino (3) - ITA: Oro - UK: Argento - USA: Platino                                                                                     | Smoke and Mirrors                   |
| 2014 | Gold                                                                                     | —           | —           | 12          | —           | —           | —           | —           | —           | —           | —           | | Smoke and Mirrors                   |
| 2015 | Shots                                                                                    | 75          | —           | 7           | 66          | 72          | 170         | 60          | —           | 69          | 91          | - GER: Oro - ITA: Oro - UK: Oro | Smoke and Mirrors                   |
| 2015 | Roots                                                                                    | 77          | 16          | 5           | —           | —           | —           | —           | —           | —           | 127         | | /                                   |
| 2015 | I Was Me                                                                                 | —           | 16          | 17          | —           | —           | 82          | —           | —           | —           | —           | | /                                   |
| 2016 | Sucker for Pain (con Lil Wayne e Wiz Khalifa feat. Logic, Ty Dolla Sign e X Ambassadors) | 15          | —           | 3           | 7           | 19          | 18          | 8           | 20          | 19          | 11          | - AUS: Platino - GER: Platino - FRA: Platino - ITA: Platino (2) - UK: Oro - USA: Platino (3)                                                   | Suicide Squad: The Album            |
| 2016 | Levitate                                                                                 | —           | —           | 19          | —           | —           | —           | —           | —           | —           | —           | | /                                   |
| 2017 | Believer                                                                                 | 4           | 1           | 1           | 33          | 7           | 7           | 23          | 33          | 5           | 42          | - AUS: Platino (3) - BRA: Diamante (7) - CAN: Platino (7) - GER: Diamante - FRA: Diamante - ITA: Platino (5) - UK: Platino (5) - USA: Diamante | Evolve                              |
| 2017 | Thunder                                                                                  | 4           | 1           | 1           | 2           | 6           | 26          | 2           | 18          | 5           | 20          | - AUS: Platino (10) - BRA: Diamante - CAN: Platino (6) - GER: Platino (3) - FRA: Diamante - ITA: Platino (5) - UK: Platino (3) - USA: Diamante | Evolve                              |
| 2017 | Whatever It Takes                                                                        | 12          | 1           | 1           | 34          | 45          | 13          | 7           | 86          | 9           | 93          | - AUS: Platino - BRA: Diamante - CAN: Platino (2) - FRA: Diamante - GER: Platino - ITA: Platino (3) - UK: Platino - USA: Platino (7)           | Evolve                              |
| 2017 | Walking the Wire                                                                         | 105         | —           | 6           | —           | —           | 122         | 97          | —           | —           | —           | - ITA: Oro - UK: Argento - USA: Oro | Evolve                              |
| 2018 | Next to Me                                                                               | 110         | —           | 7           | 96          | 68          | —           | —           | —           | 21          | 98          | - BRA: Platino - FRA: Platino - ITA: Platino - USA: Oro                                                                                        | Evolve                              |
| 2018 | Born to Be Yours (con Kygo)                                                              | 74          | —           | —           | 18          | 31          | 14          | 22          | 19          | 44          | 54          | - AUS: Platino (2) - CAN: Platino (3) - FRA: Oro - GER: Oro - ITA: Platino - UK: Argento                                                       | /                                   |
| 2018 | Natural                                                                                  | 13          | 1           | 1           | 28          | 12          | 55          | 16          | 35          | 48          | 49          | - BRA: Diamante (3) - CAN: Platino - FRA: Oro - GER: Platino - ITA: Platino (2) - UK: Platino - USA: Platino (6)                               | Origins                             |
| 2018 | Zero                                                                                     | —           | —           | 9           | —           | —           | —           | —           | —           | 24          | —           | - ITA: Platino - UK: Argento - USA: Platino | Origins                             |
| 2018 | Machine                                                                                  | —           | —           | 17          | —           | —           | —           | —           | —           | —           | —           | - BRA: Platino - USA: Oro | Origins                             |
| 2018 | Bad Liar                                                                                 | 56          | 8           | 2           | 20          | 50          | 41          | 16          | 36          | 16          | 44          | - AUS: Platino - BRA: Diamante (2) - CAN: Platino - FRA: Platino - GER: Platino - ITA: Platino (2) - UK: Platino - USA: Platino (2)            | Origins                             |
| 2019 | Birds (feat. Elisa)                                                                      | —           | —           | 30          | —           | —           | 77          | —           | —           | 61          | —           | - BRA: Diamante - FRA: Platino - ITA: Platino - USA: Oro                                                                                       | Origins                             |
| 2021 | Follow You                                                                               | 68          | 7           | 7           | —           | 47          | 41          | 49          | —           | 28          | 100         | - ITA: Platino | Mercury - Act I                     |
| 2021 | Cutthroat                                                                                | —           | —           | 28          | —           | —           | —           | —           | —           | —           | —           | | Mercury - Act I                     |
| 2021 | Wrecked                                                                                  | 111         | 2           | 11          | —           | —           | —           | —           | —           | 85          | —           | - FRA: Platino - ITA: Platino | Mercury - Act I                     |
| 2021 | Monday                                                                                   | —           | —           | 28          | —           | —           | —           | —           | —           | —           | —           | | Mercury - Act I                     |
| 2021 | Enemy (con J.I.D)                                                                        | —           | —           | —           | —           | —           | —           | —           | —           | —           | —           | - FRA: Diamante - GER: Oro - ITA: Platino (2) - UK: Oro                                                                                        | Arcane and Mercury - Act 1          |
| 2022 | Bones                                                                                    | 47          | —           | 6           | 43          | 48          | 24          | 48          | —           | 39          | 51          | - USA: Platino (2) - AUS: Oro - UK: Oro - GER: Oro - ITA: Platino (2) - CAN: Platino (3) - FRA: Diamante                                       | Mercury – Acts 1 & 2                |
| 2022 | Sharks                                                                                   | —           | —           | 12          | —           | 92          | 33          | —           | —           | 86          | —           | - USA: Oro - ITA: Oro - CAN: Oro - FRA: Platino                                                                                                | Mercury – Acts 1 & 2                |
| 2022 | I Don't Like Myself                                                                      | —           | —           | —           | —           | —           | —           | —           | —           | —           | —           | | Mercury – Acts 1 & 2                |
| 2022 | Symphony                                                                                 | —           | —           | —           | —           | —           | 41          | —           | —           | —           | —           | - FRA: Platino | Mercury – Acts 1 & 2                |
| 2023 | Crushed                                                                                  | —           | —           | —           | —           | —           | —           | —           | —           | —           | —           | | Mercury – Acts 1 & 2                |
| 2023 | Children of the Sky                                                                      | —           | —           | 41          | —           | —           | 51          | —           | —           | —           | 78          | - FRA: Oro | Starfield & Loom (Japanese Edition) |
| 2024 | Eyes Closed (feat. J Balvin)                                                             | —           | —           | 13          | —           | 89          | 58          | —           | —           | —           | —           | - CAN: Oro - FRA: Platino | Loom                                |
| 2024 | Nice to Meet You                                                                         | —           | —           | 33          | —           | —           | 170         | —           | —           | —           | —           | | Loom                                |
| 2024 | Wake Up                                                                                  | —           | —           | 27          | —           | —           | —           | —           | —           | —           | —           | | Loom                                |

## Altri brani entrati in classifica
| Anno | Titolo                 | Classifiche | Classifiche | Classifiche | Album di provenienza                                                 |
| Anno | Titolo                 | USA Rock    | CAN         | UK          | Album di provenienza                                                 |
| ---- | ---------------------- | ----------- | ----------- | ----------- | -------------------------------------------------------------------- |
| 2012 | Amsterdam              | 48          | —           | —           | Night Visions                                                        |
| 2012 | Round and Round        | 41          | —           | —           | Night Visions                                                        |
| 2012 | Tiptoe                 | 34          | —           | 182         | Night Visions                                                        |
| 2012 | Bleeding Out           | 30          | —           | 161         | Night Visions                                                        |
| 2013 | Who We Are             | 22          | 89          | 194         | The Hunger Games: Catching Fire – Original Motion Picture Soundtrack |
| 2015 | I'm So Sorry           | 14          | —           | —           | Smoke and Mirrors                                                    |
| 2015 | Polaroid               | 22          | —           | —           | Smoke and Mirrors                                                    |
| 2015 | Dream                  | 25          | —           | —           | Smoke and Mirrors                                                    |
| 2015 | Smoke and Mirrors      | 32          | —           | —           | Smoke and Mirrors                                                    |
| 2015 | It Comes Back to You   | 41          | —           | —           | Smoke and Mirrors                                                    |
| 2015 | Friction               | 44          | —           | —           | Smoke and Mirrors                                                    |
| 2015 | The Fall               | 47          | —           | —           | Smoke and Mirrors                                                    |
| 2017 | I Don't Know Why       | 12          | 96          | —           | Evolve                                                               |
| 2017 | Rise Up                | 16          | —           | —           | Evolve                                                               |
| 2017 | I'll Make It Up to You | 17          | —           | —           | Evolve                                                               |
| 2017 | Start Over             | 19          | —           | —           | Evolve                                                               |
| 2017 | Mouth of the River     | 30          | —           | —           | Evolve                                                               |
| 2017 | Yesterday              | 31          | —           | —           | Evolve                                                               |
| 2017 | Dancing in the Dark    | 36          | —           | —           | Evolve                                                               |
| 2018 | Boomerang              | 27          | —           | —           | Origins                                                              |
| 2018 | West Coast             | 28          | —           | —           | Origins                                                              |
| 2018 | Cool Out               | 38          | —           | —           | Origins                                                              |
| 2018 | Bullet in a Gun        | 41          | —           | —           | Origins                                                              |
| 2018 | Only                   | 45          | —           | —           | Origins                                                              |
| 2018 | Stuck                  | 48          | —           | —           | Origins                                                              |

## Video musicali
| Anno | Titolo                       | Regista                   |
| ---- | ---------------------------- | ------------------------- |
| 2009 | Uptight                      | Luke Andrews              |
| 2012 | It's Time                    | Anthony Leonardi          |
| 2012 | It's Time (Jailbreaks Remix) | Guy Logan                 |
| 2012 | Radioactive                  | Syndrome                  |
| 2013 | Demons                       | Isaac Halasima            |
| 2013 | On Top of the World          | Corey Fox e Matt Eastin   |
| 2014 | I Bet My Life                | Jodeb                     |
| 2015 | Gold                         | Isaac Halasima            |
| 2015 | Shots                        | Robert Hales              |
| 2015 | Shots (Broiler Remix)        | Matt Eastin               |
| 2015 | Roots                        | Matt Eastin               |
| 2016 | Sucker for Pain              | David Ayer                |
| 2017 | Believer                     | Matt Eastin               |
| 2017 | Thunder                      | Joseph Kahn               |
| 2017 | Whatever It Takes            | Matt Eastin e Aaron Hymes |
| 2018 | Next to Me                   | Mark Pellington           |
| 2018 | Born to Be Yours (con Kygo)  | Matt Eastin e Aaron Hymes |
| 2018 | Natural                      |                           |
| 2018 | Zero                         | Dave Meyers               |
| 2019 | Bad Liar                     | Ryan Reichenfeld          |
| 2020 | Nothing Left to Say          | Patrick Foch              |